# Lechriodus fletcheri
Espèce
Synonymes
- Phanerotis fletcheri Boulenger, 1890

Statut de conservation UICN

 LC  : Préoccupation mineure
Lechriodus fletcheri est une espèce d'amphibiens de la famille des Limnodynastidae.

## Répartition
Cette espèce est endémique d'Australie. Elle se rencontre du Sud-Est du Queensland jusqu'au Nord-Est de la Nouvelle-Galles du Sud,.

## Description

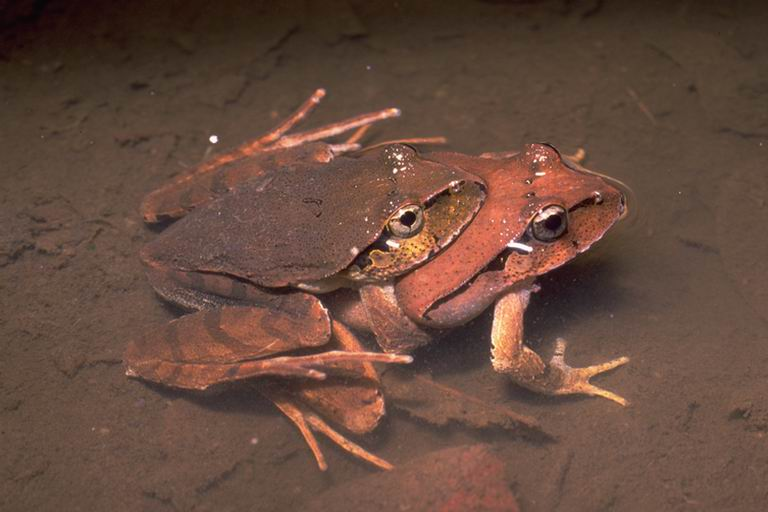
Amplexus

Lechriodus fletcheri mesure jusqu'à 50 mm. Son dos varie du brun clair au noir en passant par le brun roux. Sa peau est rugueuse.

## Étymologie
Son nom d'espèce lui a été donné en l'honneur de Joseph James Fletcher (1850–1926), zoologiste australien.

## Publication originale
- Boulenger, 1890 : Description of a new genus of cystignathoid frogs from New South Wales. Proceedings of the Linnean Society of New South Wales, sér. 2, vol. 5, p. 593-594 (texte intégral).